# Marius Constantin
Marius Marcel Constantin (* 25. Oktober 1984 in Brașov, Kreis Brașov) ist ein rumänischer ehemaliger Fußballspieler auf der Position eines Innenverteidigers.

## Karriere

### Verein
Constantin begann seine Karriere bei Postăvarul Brașov, sowie bei Amco Ghimbav und dem FC Ghimbav 2000, wo er in der Jugendmannschaft aktiv war. 2002 schaffte er von der Jugendabteilung des FC Brașov den Sprung in die erste Mannschaft. Bereits in der ersten Saison konnte der vierte Platz in der höchsten rumänischen Spielklasse erreicht werden. In seiner letzten Saison beim FC wurde er mit dem Verein Elfter.
Danach kam der Wechsel nach Bukarest zu Rapid Bukarest. In der ersten Saison konnte der dritte Platz erreicht werden. 2005/06 wurde ein Vizemeistertitel und der Pokalsieg gefeiert, der im nächsten Jahr (2007) wiederholt werden konnte. In der 2005/06er Saison gab er auch sein Debüt auf europäischer Ebene. Im Spiel gegen den Vertreter aus Andorra UE Sant Julià in der ersten Runde der UEFA-Cup-Qualifikation spielte Constantin durch. Das Spiel endete 5:0.
2007/08 wurde der dritte Platz erreicht, 2008/09 mit dem achten Platz folgte das bisher schlechteste Ergebnis Constantins im Trikot von Rapid. Im Dezember 2010 wurde er in die zweite Mannschaft versetzt, die in der Liga III spielte. Ende August 2011 wechselte er zum FC Vaslui. Nachdem er in der Hinrunde kaum zu Zuge gekommen war, wurde er in der Rückrunde 2011/12 zur Stammkraft in der Abwehr und schloss die Spielzeit mit seiner Mannschaft als Vizemeister hinter CFR Cluj ab. Anschließend kehrte er zu Rapid Bukarest zurück. Von Januar 2013 bis Januar 2014 war er ohne Verein, ehe er zum FC Brașov zurückkehrte. Dort kam er in der Rückrunde 2013/14 auf fünf Einsätze. Im Sommer 2014 wechselte er zu Aufsteiger ASA Târgu Mureș. Nach der Vizemeisterschaft 2015 wurde er für ein halbes Jahr an Jiangsu Guoxin-Sainty ausgeliehen. Dort konnte er im Herbst 2015 den chinesischen Pokal gewinnen. Anfang 2016 kehrte er zu ASA zurück. 2017 wechselte er für kurze Zeit zu Constanța, bevor Constantin erfolgreiche drei Jahre bei Gaz Metan Medias spielte. Seit 2021 ist er bei FC Universitatea Craiova unter Vertrag.

### Nationalmannschaft
Sein Debüt in der rumänischen Nationalmannschaft gab er am 21. Februar 2004 im freundschaftlichen Länderspiel gegen Ungarn. Der Innenverteidiger spielte durch und das Spiel in Larnaka auf Zypern konnte 3:0 gewonnen werden. Sein letztes von vier Länderspielen bestritt er am 12. August 2009 im Freundschaftsspiel gegen Ungarn.

## Erfolge
- Rumänischer Pokalsieger 2006, 2007
- Rumänischer Supercupsieger 2007
- Chinesischer Pokalsieger: 2015